# 還珠格格 (小說)
《還珠格格》是一部出版于1997年的台灣小說，作者為瓊瑤。瓊瑤根據自己編劇在亞洲大受歡迎的同名電視劇劇本改編而成。2005年10月20日德間書店發行由阿部敦子翻譯的日文版。書名為《還珠姫》（ISBN： 4-19-862080-6）的本書是日本出版社發行的第一部日文版瓊瑤作品，封面印有趙薇的推薦和簽名。

## 內容梗概

### 第一部

#### 陰錯陽差
故事開始講述兩位結拜姊妹：孤兒小燕子，和有著特殊背景又多才多藝的少女紫薇，紫薇實際是乾隆皇帝的私生女。十八年前，乾隆在濟南的大明湖認識了紫薇的母親夏雨荷，二人相愛。但由於政治關係，乾隆離開了雨荷，並答應他會回來找她。雨荷卻有了乾隆的骨肉。但是乾隆始終沒有回來，雨荷很失望，在她臨終時，她把這件事告訴了女兒紫薇，要她去找她的父親——乾隆。 紫薇就和她的丫鬟金鎖一起去找她的父親乾隆。當她們到達京城（北京）後，她們發現進入紫禁城是一件很困難的事。同時，她們遇見了小燕子——一個糊塗可愛和她們年紀接近的女孩。小燕子在幼時已被父母拋棄，並與她的夥伴柳青和柳紅在賣藝為生，紫薇已經用盡她的物資和錢，於是她搬去和小燕子一起住。她們變成結拜姊妹，接著紫薇把她找父親的事情告訴小燕子。
小燕子聽後答應幫助紫薇達成這個任務，便告訴紫薇乾隆每年會去离京城不远处的围场打獵。但是要到达目的地是件困難的事，需要翻山越嶺。嬌弱的紫薇和金鎖無法攀過過這些山，於是紫薇決定委託小燕子代她傳話。紫薇給了她一把扇子和一幅畫，這些東西就是當年乾隆給雨荷的禮物。小燕子真誠地答應了紫薇幫她完成任務。不幸地，小燕子在去捕獵場時被五阿哥永琪的箭射傷，永琪原本是想射一隻鹿的，但後來鹿跑脫，他的箭便射到小燕子。由於受了重傷，小燕子沒有力氣去向乾隆解釋扇子和畫的來歷，便誤打誤撞當上格格，但他內疚不已。 由於小燕子去了幾天也沒有消息，紫薇開始非常擔心小燕子，害怕她被當成了女刺客而被抓起來了。就在此時她和金鎖看見坐著華麗轎子巡遊的小燕子，上面還寫著「還珠格格」，紫薇認為小燕子欺騙了她。紫薇再也不能控制自己，她一直跑一直叫小燕子，并被禁軍衛兵阻攔。 大學士福倫之子、御前侍衛福爾康听到之后覺得內有玄機，便救了她。紫薇和金鎖遂暫住進福家——學士府。小燕子也知道自己犯下了大錯，她害怕一旦將真相說出來，就會被處決。小燕子天真活潑，深得大家喜愛，永琪和爾泰要求紫薇暫時保守秘密。漸漸地爾康和紫薇開始愛上對方，但爾康知道他不能娶紫薇，因為紫薇的身分只是平民，而爾康則是貴族，兩者不能通婚。 小燕子在宮中也有麻煩，因為她成了皇后的對敵。而且小燕子對宮中生活感到壓倦，而一再宣稱不想再當格格，乾隆也對小燕子的再三頂撞行為感到憤怒，乾隆於是決定懲罰小燕子，打了她二十大棍。但是乾隆和小燕子很快就恢復良好的關係。乾隆告訴小燕子說她永遠是他最心愛的女兒，使小燕子更內疚和感動。 爾康和紫薇的感情很快被爾康的父母發現，福大人與福晉懇切地要求紫薇放棄對爾康的感情。紫薇便在沒有通知下傷心地和金鎖離開了學士府，爾康感到很傷心。柳青和柳紅——紫薇除小燕子以外在京城的朋友，說他們不知道紫薇去了哪裡。另一邊廂爾康找不到紫薇，去找小燕子幫忙。結果便在柳青和柳紅的告知下找到了紫薇，並決定幫她進入皇宮。

#### 水深火熱
紫薇和金鎖能進入皇宮感到很開心，雖然紫薇只是在那裡做宮廷侍女，乾隆也很快留意到她，喜歡上她的才華和聰明。紫薇也為乾隆的和藹可親深深打動。皇上對小燕子、紫薇等人的疼愛引起皇后的妒嫉。皇后私下命令紫薇去她的寢宮——坤寧宮，並對她動用針刺。幸好小燕子找來乾隆皇帝及時搭救。接著當乾隆發現紫薇有更多的才藝，他也開始喜歡紫薇，便帶她們微服出行。雖然「微服出行」是指裝扮成平民般去巡視民間的生活，但乾隆則利用此去宮外享受生活。所以大家秘密商量，希望利用這段時間告訴乾隆紫薇的真正身分，又不觸怒他。爾康、永琪和爾泰建議向乾隆取一個特赦令，答應永不殺紫薇和小燕子。 出行期間，小燕子和永琪日漸生情，尤其在永琪已經知道小燕子不是他妹妹後。但是他們的關係很尷尬，因為他們在其他人眼中仍然是兄妹。當永琪向小燕子表示自己的感受後，小燕子很困惑和不知所措。但小燕子卻妒忌其他喜歡永琪的女孩，她不能隱藏對他的感覺。紫薇和爾康的感情日漸更深。不幸地，乾隆不知道紫薇是他的女兒，也愛上了她。此外一路上，小燕子抱打不平，救了許多平民。 在一次巡遊當中，遇到有人企圖暗殺皇帝，紫薇擋了刺向乾隆的那刀，雖然大家都擺平了殺手，但紫薇的生命卻處於危險之中。紫薇請求乾隆永遠不要處死小燕子。乾隆答應了，但情緒仍然未平復。紫薇以為自己即將命絕於此，於是叫爾康承諾娶她的忠實朋友以及僕人—金鎖，因此金鎖也對爾康芳心暗許。令人意外地，紫薇康復了。乾隆因為她的出色英勇，所以愈來愈敬佩她。

#### 真相大白
遇刺事件結束後，乾隆的「微服出行」宣布終止。返回紫禁城後，乾隆暗示他想把紫薇納為妃子。與此同時，西藏土司和他的女兒賽婭公主抵達了京城。 賽婭和小燕子很快變成競爭對手，因為賽婭的功夫技巧挑起了比賽情緒。當賽婭和爾康的比賽了一場身手後，賽婭開始對爾康迷戀。西藏土司於是向請乾隆約婚，希望促成賽婭和爾康的姻緣。雖然乾隆本來打算將小燕子許配給爾康，但他還是同意了土司的請求。這一決定讓小燕子紫薇等人大吃一驚。衝動的小燕子更決定當著眾人的面揭穿紫薇的真正身分。雖有令妃極力緩頰，皇后還是成功地離間已經氣急敗壞的皇上，將一眾人打入大內監牢。 小燕子等人因欺君之罪被送進了形同冷宮的宗人府，而皇后利用私權，在宗人府尚未接到乾隆的命令前，便先行審起了小燕子等人，造成他們傷痕纍纍。 另一方面，乾隆在令妃及永琪、爾康的求情下，態度已逐漸軟化。  但心急如焚的永琪等人，在等不到乾隆的釋放命令，找來柳青、柳紅，自宗人府中將小燕子等三人劫了出來，並打算帶著他們遠走高飛，由爾泰回去面對一切。 眾人在考慮之後，決定一同和爾泰回宮向乾隆求情，賭一賭皇上的“仁慈”。沒想到，皇上不但原諒了他們，而且改封小燕子为还珠郡主，冊封紫薇為明珠格格，還幫他們指婚。

### 第二部

#### 風雲再起
乾隆二十五年，來自回疆的君主阿里和卓及其女含香公主來到北京與乾隆帝會面建交。為了和平，含香公主不得不順從父王的意願和親，被乾隆帝納為香妃。含香本身有一無法除去的香味，加之她的美貌，吸引了乾隆皇帝。但是含香並不喜歡在宮中的生活，也不喜歡乾隆皇帝，她真正喜歡的是青梅竹馬的蒙丹。兩人曾經私奔多次，但皆因含香身體中的香味而失敗。蒙丹一直追到北京，遇上了小燕子及爾康等人。

#### 生死相許
另一方面，小燕子及紫薇在宮中的生活仍然風波不斷，上演了一齣齣悲喜劇。被大家尊稱「老佛爺」的太后回宮，皇后及容嬤嬤又想藉助老佛爺的勢力扳倒兩個民間格格。小燕子和紫薇在宮中不凡的際遇和個性，讓宮中很多年輕的一代感到非常親切，其中包括在回疆長大的香妃，也包括深受老佛爺寵愛的晴兒。晴兒主動和她們建立很深的友誼，經常在老佛爺面前幫助小燕子和紫薇說話。而香妃與蒙丹的事也成為了大家共同的秘密。大家非常希望能夠幫助香妃逃離皇宮，讓她與蒙丹遠走高飛。經過一系列周密計劃的布置，他們終於成功秘密將含香帶離皇宮。

#### 悲喜重重
但是，被皇后發現破綻之後，怪罪於紫薇和小燕子，乾隆得知後大發雷霆，這時又有官員去濟南訪得夏家親屬進宮作證紫薇出生於乾隆當初離開濟南後一年多，乾隆更以為自己受到夏雨荷的欺騙、所謂認親皆是彌天大騙局，下令斬首兩位民間格格。危急時刻，爾康、永琪、柳青、柳紅和在會賓樓相識的簫劍劫囚車，救了小燕子和紫薇。

#### 浪跡天下
自此，眾人開始了浪跡天涯之旅。一邊逃離官兵的追捕，一邊在各種事件中加深了彼此的認識，增進了彼此的感情。在逃亡途中，紫薇眼睛因傷失明，又因爾康受傷悲痛萬分而復原；金鎖跌落懸崖腿部骨折，在柳青照顧的期間與柳青漸生感情；簫劍在和永琪的周旋中無奈說出他是小燕子失散多年的親哥哥。而皇宮中，乾隆為失去兩位曾帶給他很多歡笑的格格而悔恨不已，皇后則想盡辦法為斬草除根而追殺他們。最後，乾隆決定親自去南陽接眾人回宮，雙方解除了誤會，紫薇等人深受感動，決定回宮，這讓一直主張去雲南大理定居的簫劍大為失望，因衝動險些抖出他和小燕子的殺父之仇的真相。原來，簫劍與小燕子的殺父仇人正是收小燕子為義女、被小燕子喚為「皇阿瑪」的乾隆！

#### 紅塵作伴
秘密最終被守住，一行人風風光光地回宮。皇后手下巴朗被擒，供出夏家親戚系被收買作偽證。在教訓了皇后，感化了老佛爺之後，乾隆為小燕子與永琪、紫薇與爾康兩對新人舉行了正式的婚禮。婚禮之夜，簫劍與晴兒邂逅，兩人一見鍾情。而婚禮中也發生了烏龍意外，紫薇和小燕子的花轎路線被弄反，故事在熱鬧與混亂中喜氣收場。

### 第三部
- 天上人間（三之一）
- 天上人間（三之二）
- 天上人間（三之三）

乾隆二十七年，小燕子雖然已與永琪完婚，依舊是笑話常鬧，禍事不斷的「開心果」，在隨乾隆「南巡」途中，山東正鬧饑荒，小燕子一激動，將隨身攜帶的食物全部給了災民，乾隆也只好忍飢挨餓，山東地方官為了討好乾隆，用山珍海味款待，小燕子、永琪、爾康、紫薇聯想到災民慘狀，忍不住將酒席食物全分給災民，乾隆與老佛爺也被他們的正義行為所感動。「南巡」路上，紫薇和爾康恩恩愛愛，永琪和小燕子快快樂樂，只有晴兒和簫劍陷入相愛卻不能相聚的痛苦之中，小燕子對哥哥的痛苦看在眼裡，掛在心中，到了杭州，她與永琪、紫薇、爾康商量好，偷偷安排了一條船，掩護晴兒與簫劍相會，衛兵誤以為刺客，欲登船擒拿，小燕子等人倉卒出手，打鬥驚動了乾隆和老佛爺，也暴露了晴兒與簫劍的戀情而受到老佛爺的斥責。
此時乾隆無心關注兒女之事，他的心已被青樓美女夏盈盈所迷，並宣稱要封夏盈盈作妃子，此事驚動了老佛爺和皇后，皇后為保全皇帝的聲譽，呈血書懇切力諫，乾隆大怒，將皇后遣回京城，即刻起入住冷宮「靜心苑」，永遠不能再住坤寧宮。皇后幾年來洗心革面修復的夫妻之情傾刻化為烏有，最終只能面對「削髮為尼」的結局。
其實在南巡路上，大家還認識了海寧陳邦直的小女兒知畫，老佛爺看她溫柔嫻雅，又多才多藝，決定把她帶回京城，而她的父母竟然毫不猶豫地答應了。晴兒看到知畫來到老佛爺身邊，決定和簫劍遠走高飛，爾康又假傳聖旨，用金牌令箭放走了他們，乾隆大發雷霆，將爾康關入杭州大牢並押解回京問罪，此時乾隆已經搞得一點心情都沒有了，決定就此打道回宮。無奈簫劍和晴兒這對苦命鴛鴦又趕了回來，爾康也同時被釋放。
回到京城，老佛爺查清了小燕子兄妹的身世，為防不測，將簫劍囚禁起來，最後簫劍逃至雲南大理。在營救過程中，小燕子知道了殺父仇人竟然是最親近的皇阿瑪，從此，她對永琪的愛漸漸冷卻，對乾隆的恨漸漸加深……為了保守秘密，太后提條件讓永琪娶知畫，婚禮當天就會放了簫劍，小燕子為了救哥哥，只好忍痛割愛，無奈之下，永琪和知畫完成了婚禮。他們成親以後，小燕子與知畫的衝突不斷，知畫為了得到永琪，也與小燕子展開強烈的三角關係……
乾隆三十年的秋天，清緬戰爭開始，永琪與爾康被封為左右副將、各率一萬大軍出征雲南，簫劍也同時一起上了戰場，三人共同反擊緬軍的進犯。這場戰役足足打了三個月，緬甸王猛白的象兵部隊讓清軍飽受威脅、死傷慘重，不過由於主將傅恆在普騰之戰成功收復了九龍江，最後猛白停止戰爭、並帶領象兵部隊連夜退近虎踞關。雖然清軍大勝而歸，但是爾康卻戰死沙場、屍體也沒有找到，使得紫薇悲痛欲絕，為了與在天國的愛人相會，紫薇跳下了幽幽谷，谷底突然飛出成千上萬的蝴蝶，組成彩色的雲團托起紫薇，迷幻中有人告訴她：爾康沒有死。而就在大家沉浸在悲痛之時，知畫產下一子，取名綿億，這使小燕子的醋意更加濃密……
其實爾康真的沒有死，緬甸王猛白的第八個女兒慕沙在刀光劍影中愛上了爾康，乘爾康受傷將其搶回行宮用「調包」的假象矇騙了永琪，也矇騙了紫薇，因受傷而意識模糊的爾康錯把公主當成紫薇，深陷緬甸，被迫成親還在異國染上了藥癮。簫劍知道此事後來到北京，告訴紫薇真相，雖然沒有把握，但是紫薇深信這是真的。大家面見乾隆，乾隆逼問簫劍的來歷，知畫把真相揭開，簫劍和小燕子因為仇恨而失去理智，簫劍上去掐住乾隆的脖子，小燕子拔下永琪的劍刺向乾隆，永琪奮力搶救，永琪手腕被重重地劃了一刀，並要挾簫劍放手。簫劍又要除掉永琪，被小燕子制止。小燕子心中的仇恨之火終於被永琪、紫薇的真愛之泉所澆滅。
紫薇決定南下尋夫，永琪為了小燕子也決定放棄皇位，離開皇宮，乾隆不但成全了他們，也成全了簫劍和晴兒這對苦命鴛鴦。離開時，知畫抱著綿億追著永琪，小燕子也終於知道知畫對永琪的感情，但是馬車頭也不回地走了……
猛白要求慕沙和爾康結婚，但是慕沙決定放掉他，讓他跟紫薇繼續「生死之交」。一行五人歷經千辛萬苦，終於在緬甸與爾康相聚，各訴衷腸。
後來一行人來到了大理，因爾康染上藥癮需戒掉，戒藥時爾康曾打紫薇……最終成功了！為了慶祝爾康戒藥成功也同時讓晴兒和蕭劍如願，他們辦了一個各個民族聚集地婚禮，婚禮中還爆出驚天大料小燕子懷孕了！接著爾康和紫薇要回到北京，大家戀戀不捨。
三年後，隱居在大理的永琪和小燕子早已兒女滿堂，一天兩位不速之客突然光臨，永琪、小燕子一見，大吃一驚，原來是日思夜想的皇阿瑪和爾康。簫劍和晴兒帶著兒女趕來相聚，三代人歡聚一堂，陣陣笑聲久久迴蕩在天上人間。

## 人物
- 小燕子（第一女主角）
- 紫薇（第二女主角）
- 永琪（第一男主角）
- 福爾康（第二男主角）
- 乾隆（皇阿瑪）

## 創作靈感
九十年代中期，再次探訪大陸的瓊瑤在北京看到了一個很有趣的地名“公主墳”，問了當地人得知是乾隆收的義女，因為不是皇室嫡系，但作為公主依然被給予厚葬。回到台北的一天，瓊瑤突然萌發靈感，將“義女”化名為小燕子創作了這部經典作品。

## 書籍
| 出版日期 | 書名                        | 作者 | 出版社 | ISBN                   |
| -------- | --------------------------- | ---- | ------ | ---------------------- |
| 1997年   | 《還珠格格 第一部三之一》   | 瓊瑤 | 皇冠   | ISBN 957-33-1461-4     |
| 1997年   | 《還珠格格 第一部三之二》   | 瓊瑤 | 皇冠   | ISBN 957-33-1478-9     |
| 1997年   | 《還珠格格 第一部三之三》   | 瓊瑤 | 皇冠   | ISBN 957-33-1487-8     |
| 1999年   | 《還珠格格 第二部五之一》   | 瓊瑤 | 皇冠   | ISBN 978-957-33-1620-6 |
| 1999年   | 《還珠格格 第二部五之二》   | 瓊瑤 | 皇冠   | ISBN 978-957-33-1621-3 |
| 1999年   | 《還珠格格 第二部五之三》   | 瓊瑤 | 皇冠   | ISBN 978-957-33-1623-7 |
| 1999年   | 《還珠格格 第二部五之四》   | 瓊瑤 | 皇冠   | ISBN 978-957-33-1622-0 |
| 1999年   | 《還珠格格 第二部五之五》   | 瓊瑤 | 皇冠   | ISBN 978-957-33-1625-1 |
| 2003年   | 《還珠格格 天上人間三之一》 | 瓊瑤 | 皇冠   | ISBN 957-33-1966-7     |
| 2003年   | 《還珠格格 天上人間三之二》 | 瓊瑤 | 皇冠   | ISBN 957-33-1967-5     |
| 2003年   | 《還珠格格 天上人間三之三》 | 瓊瑤 | 皇冠   | ISBN 957-33-1968-3     |